# Den japansk-koreanske annekteringstraktat
Den japansk-koreanske annekteringstraktat  blev underskrevet den 22. august 1910 af repræsentanter fra Korea og Japan. Traktaten blev gjort gældende fra 29. august samme år, og offentliggjort samme dag. Traktaten blev starten på Korea under japansk overherredømme, som varede til afslutningen af 2. verdenskrig.

## Omstændighederne omkring traktaten og strid om dens gyldighed
Traktaten havde otte paragrafer, den første lød: "Hans Majestet Kejseren af Korea overlader fuldstændig og permanent alle suverænitetsrettigheder over hele Korea til Hans Majestæt Kejseren af Japan".
I det moderne Korea bliver traktaten normalt omtalt som «Hanil Hapbang Neugyak (한일 합방 늑약),» som betyder en påtvunget (og derfor ugyldig) traktat («neugyak»). Underskrivelsen kaldes for Gyeongsul Gukchi (경술국치), som betyder "Ydmygelsen af nationen i hundens år". Dagen, hvor traktaten trådte i kraft, den 29. august, omtales som Gukchi-il (국치일), hvilket betyder "dagen med national skam".
Hvorvidt traktaten var lovlig eller ikke diskuteres fortsat, men fra koreansk side er traktaten siden blevet afvist som et lovligt dokument. En lignende afvisning gjorde også de allierede under 2. verdenskrig.
Den koreanske kejser, Yung-hui nægtede at underskrive traktaten som aftalt. Traktaten bærer nationens segl, men ikke kejserens underskrift, hvilket krævedes efter daværende koreansk lov. Traktaten blev i stedet underskrevet af den koreanske statsminister Lee Wan-yong og den japanske generalguvernør, grev Terauchi Masatake. I sit testamente skriver kejser Yung-hui i 1926, at traktaten blev tvunget igennem af ministre, som dels blev truet, dels bestukket af japanerne.

## Normaliseringstraktaten i 1965
I normaliseringstraktaten mellem Sydkorea og Japan underskrevet i 1965 erklærede parterne:
det bekræftes at alle traktater eller aftaler indgått mellem kejserriget Japan og kejserriget Korea på eller før 22. august 1910 allerede er ugyldige.
På grund af tvetydigheden i det japanske sprog, tolker Japan denne aftalen til at betyde, at aftalen af 1910 var gyldig frem til underskrivelsen af 1965-traktaten, mens både Sydkorea og Nordkorea tolker teksten til at betyde, at 1910-traktaten allerede var ugyldiggjort, hvilket også fremgår af traktatens engelske tekst. Det fremgår af 1965-traktaten, at det er den engelske version, som skal benyttes ved tvivl om tolkingen af traktaten.